# Dara (okręg Buzău)
Dara – wieś w Rumunii, w okręgu Buzău, w gminie Pietroasele. W 2011 roku liczyła 168 mieszkańców.